# I liga seria A polska w piłce siatkowej kobiet (1998/1999)
I liga seria A polska w piłce siatkowej kobiet 1998/1999 – 63. edycja rozgrywek o mistrzostwo polski w piłce siatkowej kobiet.

## Drużyny uczestniczące
| | I liga seria A1998/1999       |   |      |
| --- | ----------------------------- | - | ---- |
| KAL | Augusto Kalisz                | 1 | PEMK |
| AND | Dick Black La Festa Andrychów | 2 |      |
| BYD | Centrostal Eltra Bydgoszcz    | 3 |      |
| BIE | BKS Stal Bielsko-Biała        | 4 |      |
| MIE | Melnox Autopart Lobo Mielec   | 5 |      |
| WAR | Skra Warszawa                 | 6 |      |
| PIŁ | Nafta Piła                    | 7 |      |
| KRA | Wisła-Solidex Kraków          | 8 |      |
| | Awans z I ligi seria B        |   |      |
| KAT | Kolejarz Katowice             |   |      |
| WĘG | Nike BOŚ Węgrów               |   |      |
| Oznaczenia: - kolumna pierwsza – skróty nazw drużyn wpisane na mapie (jeśli ta została zamieszczona), - kolumna trzecia – miejsce zajęte przez daną drużynę w poprzednim sezonie. |                               |   |      |

## Klasyfikacja końcowa
| Miejsce | Drużyna                     |
| ------- | --------------------------- |
| 1.      | Nafta Piła                  |
| 2.      | Augusto Kalisz              |
| 3.      | Melnox Autopart Lobo Mielec |
| 4.      | Wisła-Solidex Kraków        |
| 5.      | Nike BOŚ Węgrów             |
| 6.      | Centrostal Eltra Bydgoszcz  |
| 7.      | Skra Warszawa               |
| 8.      | Kolejarz Katowice           |
| 9.      | BKS Stal Bielsko-Biała      |

     baraż z 2. zespołem serii B
     spadek do serii B